# ¿Dónde Estás Corazón?
«¿Dónde Estás Corazón?» (укр. «Де ти, любов?») — перший сингл колумбійської співачки Шакіри з альбому «Pies Descalzos», який вийшов 1996 року на лейблах Sony Music і Columbia.

## Інформація
Спочатку пісня вийшла в компіляційному альбомі під назвою «Nuestro Rock» (укр. Наш рок), який вийшов на її батьківщині, у Колумбії. Ця пісня стала єдиним хітом альбому, на неї зняли кліп. Sony Music дали можливість співачці записати та випустити новий альбом, в якому «¿Dónde Estás Corazón?» стала п'ятим синглом. Композиція була заміксована в альбомі «The Remixes» (1997) і ввійшла до найкращих хітів співачки в альбомі «Grandes Éxitos» (2002).

## Відеокліпи
Перший кліп спродюсований Оскаром Азулою (Oscar Azula) та Хуліаном Торресом (Julian Torres). У відео Шакіру показано в чорно-білих кольорах, пізніше вже в кольорі вона танцює в сріблястій сукні. Прем'єра відбулася в Колумбії.
У другому відеокліпі, який спродюсував Густаво Гарсон (Gustavo Garzón), показано різні сцени з фотографіями співачки: вона сидить на червоному стільці, співаючи під дощем.

## Чарти
| Чарт (1996)                    | Найвища позиція |
| ------------------------------ | --------------- |
| US Latin Songs (Billboard)     | 5               |
| US Latin Pop Songs (Billboard) | 3               |